# Mackinlayòidies
Mackinlayoideae és una subfamília de plantes amb flors que conté unest 67 espècies en sis gèneres. En el sistema APG II es tractava com una família dita Mackinlayaceae, però actualment es considera subfamília dins la família de les apiàcies.